# ブラック・スワン理論

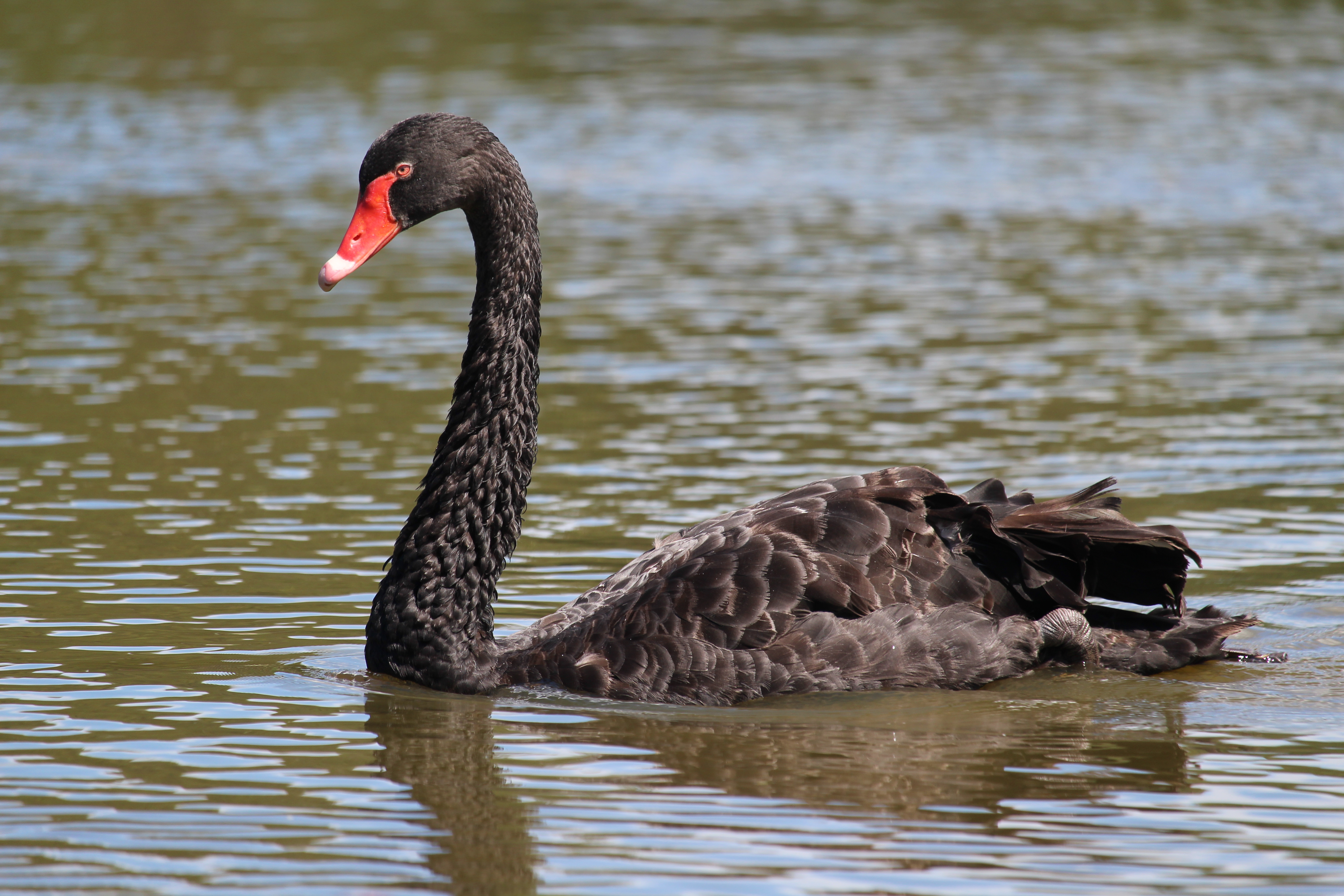
黒い白鳥

ブラック・スワン理論（ブラック・スワンりろん、英語: black swan theory）は、「ありえなくて起こりえない」と思われていたことが急に生じた場合、「予測できない」、「非常に強い衝撃を与える」という理論。とりわけ予測・想像していた事態よりも大きな衝撃が起きることに使われ、金融危機と自然災害をよく表している。
ヨーロッパでは白鳥は白い鳥だけと思われていたが、1697年にオーストラリアで黒い白鳥（コクチョウ：ブラック・スワン）が発見される。以来、ありえなくて起こりえないことを述べる場合、“ブラックスワン”という言葉を使うようになった。